# Leonid Hurwicz
Leonid „Leo” Hurwicz (Moszkva, 1917. augusztus 21. – Minneapolis, 2008. június 24.) orosz-amerikai közgazdász, aki megosztva kapta a 2007-es Közgazdasági Nobel-emlékdíjat Eric Maskinnal és Roger Myersonnal. A Minnesotai Egyetem Regents’ Professor of Economics Emeritusa volt.

## Élete
Lengyelországi zsidó családba született, mely Moszkvába menekült néhány hónappal az 1917-es októberi orosz forradalom előtt. Hamarosan visszatértek Varsóba. 1938-ban megszerezte jogból a mesterfokozatát a Varsói Egyetemen. 1939-ben a London School of Economics-on tanult, majd Genfbe ment, hogy a Graduate Institute of International Studies-ban tanuljon. Miután kitört a második világháború, Portugáliába, majd az Amerikai Egyesült Államokba kényszerült távozni. Új hazájában a Harvard Egyetemen és a Chicagói Egyetemen tanult.
A Massachusetts Institute of Technology-n és a Illinois Institute of Technology-n volt kutató. Chicagóban a Meteorológiai Intézetnek volt a tagja és tanított statisztikát közgazdászoknak. Guggenheim-ösztöndíjban részesült 1945-ben és 1946-ban. 1946-ban az Iowa Állami Egyetemen a közgazdaságtan professzora lett.